# Europameisterschaften im Modernen Fünfkampf 2008
Die Europameisterschaften im Modernen Fünfkampf 2008 vom 14. bis 20. Juli 2008 wurden in Moskau, Russland, ausgetragen.

## Herren

### Einzel
| Platz | Land     | Sportler         |
| ----- | -------- | ---------------- |
| 1     | Russland | Andrei Moissejew |
| 2     | Russland | Ilja Frolow      |
| 3     | Ungarn   | Róbert Kasza     |

### Mannschaft
| Platz | Land       | Sportler                                     |
| ----- | ---------- | -------------------------------------------- |
| 1     | Russland   | Andrei Moissejew Ilja Frolow Alexei Turkin   |
| 2     | Ungarn     | Róbert Kasza Péter Tibolya Ádám Marosi       |
| 3     | Tschechien | David Svoboda Libor Capalini Michal Michalík |

### Staffel
| Platz | Land     | Sportler                                                    |
| ----- | -------- | ----------------------------------------------------------- |
| 1     | Russland | Rustem Sabirchusin Sergei Karjakin Maxim Scherstjuk         |
| 2     | Litauen  | Edvinas Krungolcas Justinas Kinderis Andrejus Zadneprovskis |
| 3     | Ungarn   | Róbert Kasza Péter Tibolya Ádám Marosi                      |

## Damen

### Einzel
| Platz | Land    | Sportlerin                         |
| ----- | ------- | ---------------------------------- |
| 1     | Ukraine | Wiktorija Tereschtschuk            |
| 2     | Litauen | Laura Asadauskaitė-Zadneprovskienė |
| 3     | Belarus | Nastassja Samussewitsch            |

### Mannschaft
| Platz | Land     | Sportlerinnen                                                      |
| ----- | -------- | ------------------------------------------------------------------ |
| 1     | Litauen  | Laura Asadauskaitė-Zadneprovskienė Donata Rimšaitė Yuliya Kolegova |
| 2     | Belarus  | Tazzjana Masurkewitsch Hanna Archipenka Nastassja Samussewitsch    |
| 3     | Russland | Polina Strutschkowa Jewdokija Gretschischnikowa Tatjana Muratowa   |

### Staffel
| Platz | Land     | Sportlerinnen                                                      |
| ----- | -------- | ------------------------------------------------------------------ |
| 1     | Litauen  | Laura Asadauskaitė-Zadneprovskienė Donata Rimšaitė Yuliya Kolegova |
| 2     | Ungarn   | Zsuzsanna Vörös Leila Gyenesei Vivien Máthé                        |
| 3     | Russland | Polina Strutschkowa Jewdokija Gretschischnikowa Tatjana Muratowa   |

## Medaillenspiegel
| Platz | Land       | Goldmedaille | Silbermedaille | Bronzemedaille |
| 1     | Russland   | 3            | 1              | 2              |
| 2     | Litauen    | 2            | 2              | –              |
| 3     | Ukraine    | 1            | –              | –              |
| 4     | Ungarn     | –            | 2              | 2              |
| 5     | Belarus    | –            | 1              | 1              |
| 6     | Tschechien | –            | –              | 1              |